# Sófron de Siracusa
Sófron de Siracusa foi um poeta grego, que viveu na segunda metade do século VI a.C.. Conhecido por seus mimes em prosa ritmada, escritos no dialeto dórico, exerceu influência sobre Platão na estruturação de seus Diálogos.
Conhece-se apenas os fragmentos da sua obra, que descreviam cenas da vida diária.
1. 1 2 3   «Sophron of Siracuse». Encyclopedia Britannica. Consultado em 19 de setembro de 2019
2. ↑   RIBEIRO JR., W.A. «O mimo». Portal Graecia Antiqua, São Carlos. Consultado em 19 de setembro de 2019